# نافاتالغوردو
بلدية نافاتالغوردو (بالإسبانية: Navatalgordo) هي بلدية تقع في مقاطعة آبلة التابعة لمنطقة قشتالة وليون وسط إسبانيا.

## الديموغرافيا
بلغ عدد سكان بلدية نافاتالغوردو 256 نسمة عام 2011 (وفقاً للمعهد الوطني للإحصاء الإسباني).
| 423 | 346 | 358 | 298 | 291 | 279 | 256 |